# 聖巴勃羅 (亞拉奎州)
10°15′03″N 68°50′09″W / 10.25083°N 68.83583°W
聖巴勃羅（西班牙語：San Pablo），是委內瑞拉的城鎮，位於該國西部亞拉奎州，是阿里斯蒂德斯巴斯蒂達斯市的首府，面積74平方公里，海拔高度344米，人口20,485，人口密度每平方公里277人。